# Vita Sackville-Westová
Viktorie „Vita“ Sackville-Westová (9. března 1892 – 2. června 1962) byla britská spisovatelka, která se proslavila jak svou barvitou a současně konzervativní poezií a beletrií, tak bouřlivými vztahy s Violet Trefusisovou a Virginií Woolfovou. Narodila se v sídle Knole v hrabství Kent jako jediné dítě třetího barona Sackvilla a Viktorie, nemanželské dcery španělské tanečnice flamenga Pepity de Oliva.
Již od mládí se u ní projevovaly dvě hlavní tendence, které měly později řídit její dospělý život: začala psát a objevila svou citovou bisexualitu. Přesvědčení, že její „původ po matce jen těžko něco předčilo v malebnosti“, ji vedlo k rozhodnutí ujmout se role rodinného historika – napsala knihu Knole and the Sackvilles (Knole a Sackvillové, 1922) a životopis Pepity (1937). Láska ke Knolu a jeho legendám umocnila její pocit ztráty, když jí bylo znemožněno zdědit toto rodinné sídlo kvůli „technické chybě“, totiž že byla žena. V díle The Heir (Dědic, 1922) dala alžbětinskému paláci sbohem, ale umístěním dějiště svého nejúspěšnějšího románu The Edwardians (Edvardiáni, 1930) své vlastnictví získala pomyslně zpět. Její pouto k rodinnému sídlu bylo obohacené o láskyplnou hrdost na anglický venkov, jíž dala volný průchod jak ve své poezii – Collected poems (Sebrané básně, 1923), The Land (Země, 1926), The Garden (Zahrada, 1946) – tak při vytváření své slavné zahrady u Sissinghurtského zámku.
Roku 1913 se Sackville-Westová vdala za mladého diplomata Harolda Nicolsona, s nímž měla dva syny. V roce 1918 začal její tříletý poměr s bývalou spolužačkou Violet Trefusisovou, ale nakonec se vrátila k Nicolsonovi, „jedinému člověku, na nějž myslím s neutuchající něhou“. Sackville-Westová přenesla tento vášnivý tajný vztah na stránky svého románu The Challenge (Výzva, 1922), který se však později rozhodla nevydat a její autobiografie mapující tyto traumatické roky byla publikována až po Viktoriině smrti jejím synem Nigelem Nicolsonem v díle Portrait of a Marriage (Portrét jednoho manželství, 1973). 
Roku 1926 si začala „sapfický“ románek s Virginií Woolfovou, jíž byl inspirací k napsání Orlanda (1929). Ačkoli byly obě otevřeně bisexuální, zastávala ona i Nicolson tradiční postoje k manželství, jak dokazovala jejich vyjádření k tomuto tématu ve vysílání rádia BBC roku 1929. Sackville-Westová zřídkakdy opustila svůj aristokratický konzervatismus a pouze v All passion spent (Vyhaslá vášeň, 1931), příběhu stárnoucí vdovy hledající osvobození od společenských předsudků, se zabývala tématy feminismu.